# Isla Little Wellington
Die Isla Little Wellington (auch Isla Serrano genannt) ist eine Insel in Patagonien im Süden Chiles. Sie liegt im Pazifischen Ozean und ist mit einer Fläche von 1063 km² die vierzehntgrößte Insel des Landes.
Die Insel befindet sich südlich des Golfes von Penas in der Region Aysén, der Provinz Capitán Prat und der Kommune Tortel. Sie ist Teil des Wellington-Archipels, zu dem auch die Wellington-Insel gehört.

## Geografie
Little Wellington liegt am Nordende der patagonischen Kanäle. Im Nordwesten wird sie durch den Albatross-Kanal von der Isla Prat getrennt, im Westen vom Fallos-Kanal von der Isla Campana und im Süden durch den Adalberto-Kanal von der Isla Wellington. Im Osten trennt sie der größere Messier-Kanal von der Isla Cadcleugh und dem chilenischen Festland.
Die Waldemar-Bucht im nördlichen Teil teilt die Insel fast in zwei Teile (nur 1,77 km Land liegen dazwischen), sodass die Negro-Halbinsel (zwei Siebtel der Inselfläche) den gesamten Norden einnimmt. Die 64 Kilometer lange Ostseite orientiert fast in Nord-Süd-Richtung. Obwohl die Isla Little Wellington ebenfalls 21 Einbuchtungen und Fjorde aufweist, ist sie wesentlich weniger eingekerbt als die weiteren Inseln der Region. Die Cuthbert-Bucht in der Ostseite ist nicht als Ankerplatz geeignet, aber die Heinrich-Vertiefung im Süden der Insel kann innerhalb ihres engen Zugangs Ankerplatz bieten.
Die Insel ist, wie die gesamten Anden, vulkanischen Ursprungs und sehr bergig. Die höchste Erhebung befindet sich im äußersten Süden der Insel und erreicht eine Höhe von 1147 m. Ein sehr großer See im Südwesten sowie viele mittelgroße Seen überziehen die Insel. Die Küstenlinie beträgt 339,9 km.